# Tremplin aux Bossons
Tremplin aux Bossons to skocznia narciarska o punkcie konstrukcyjnym umiejscowionym na 95 metrze, znajdująca się we francuskiej miejscowości Chamonix-Mont-Blanc.
Rekordzistą skoczni jest Japończyk Kazuyoshi Funaki, który 5 grudnia 1998 podczas zawodów Pucharu Świata skoczył tu 106,5 metra.
Obiekt był areną zawodów skoków podczas Zimowych Igrzysk Olimpijskich w 1924 roku. Pierwszym w historii mistrzem olimpijskim w tej dyscyplinie sportu został Norweg Jacob Tullin Thams, który wyprzedził swojego rodaka Narve Bonna oraz Amerykanina Andersa Haugena.
Od czasu Igrzysk Olimpijskich skocznia w Chamonix-Mont-Blanc nie była areną podobnych wielkich imprez. Sześciokrotnie rozgrywano tutaj zawody Pucharu Świata (1981, 1986, 1987, 1989, 1995 oraz 1998). Zawody Pucharu Kontynentalnego odbyły się tu po raz ostatni w lutym 2001 roku.